# Wildebok
Wildebok is een Belgisch bier. Het wordt gebrouwen door de Scheldebrouwerij te Meer, een deelgemeente van Hoogstraten

## Het bier
Wildebok is een bruin-rood bokbier met een alcoholpercentage van 6,5% en een densiteit van 18° Plato. Het wordt gebrouwen sinds 1995. Dit bier kenmerkt zich door tonen van karamel, toffee, pruimen en een bittertje van pure chocolade.
- Kleur: roodbruin
- Geur: rozijnen & toffee
- Smaak: karamel & roast
- Afdronk: licht bitter

## Achtergrond
Op het etiket van het bier staan twee wildemannen. Deze zijn typisch voor de Scheldebrouwerij. Zij verwijzen naar Bergen op Zoom, de Nederlandse gemeente die twee wildemannen in het wapenschild draagt en waar de oprichters van de brouwerij banden mee hadden. De wildemannen proberen een grote bok in bedwang te houden.
Aanvankelijk was de brouwerij gevestigd in Nederland en werd Wildebok daar ook gebrouwen. In 2007 vestigde de Scheldebrouwerij zich in België, vandaar de benaming “Belgisch-Nederlands bier”.

## Prijzen
- In 2008 werd Wildebok uitgeroepen tot lekkerste bokbier van Nederland.[2]
- in 2015 werd Wildebok 3e tijdens het PINT Bokbierfestival